# District de Ramban
Le district de Ramban (ourdou : ضلع رامبن) est un district du territoire du Jammu-et-Cachemire, en Inde.

## Géographie
Au recensement de 2011, sa population compte 283 713 habitants.
Son chef-lieu est la ville de Ramban. 